# Spitzeichen
Spitzeichen (oberfränkisch: Schbiz-ahgn) ist ein Gemeindeteil der Gemeinde Ködnitz im Landkreis Kulmbach (Oberfranken, Bayern). Spitzeichen liegt in der Gemarkung Ködnitz.

## Geographie
Das Dorf liegt auf dem Rangen, einem Höhenzug des Obermainischen Hügellandes. In der Nähe befindet sich ein Baum, der als Naturdenkmal geschützt ist. Im Süden wie im Westen grenzt der Kulmbacher Forst an. Bei Spitzeichen entspringt der Erlenbach, der in Richtung Westen fließt und eine Talmulde bildet. Das Gelände fällt südlich um mehr als 150 m steil ab. Eine Anliegerstraße führt in beiden Richtungen zur Kreisstraße KU 10 (0,6 km nördlich bzw. 0,5 km östlich), die nordwestlich nach Heinersreuth bzw. südöstlich nach Eichholz verläuft.

## Geschichte
Der Ort wurde 1349 als „zu der spiczen Eychen“ erstmals urkundlich erwähnt. Namensgebend war wohl eine Eiche mit dieser Eigenschaft.
Gegen Ende des 18. Jahrhunderts bestand Spitzeichen aus 5 Anwesen. Das Hochgericht übte das bayreuthische Stadtvogteiamt Kulmbach aus. Dieses hatte zugleich die Dorf- und Gemeindeherrschaft. Das Kastenamt Kulmbach war Grundherr der 5 Sölden.
Von 1797 bis 1810 unterstand der Ort dem Justiz- und Kammeramt Kulmbach. Mit dem Gemeindeedikt wurde Spitzeichen dem 1811 gebildeten Steuerdistrikt Tennach und der 1812 gebildeten gleichnamigen Ruralgemeinde zugewiesen. 1818 wurde der Gemeindesitz nach Ködnitz verlegt und die Gemeinde dementsprechend umbenannt.

### Einwohnerentwicklung
| Jahr      | 001809 | 001818 | 001861 | 001871 | 001885 | 001900 | 001925 | 001950 | 001961 | 001970 | 001987 |
| Einwohner | 53     | 29     | 46     | 38     | 38     | 40     | 31     | 37     | 25     | 43     | 43     |
| Häuser    |        | 6      |        |        | 6      | 6      | 6      | 6      | 6      |        | 10     |
| Quelle    | [ 11 ] | [ 8 ]  | [ 12 ] | [ 13 ] | [ 14 ] | [ 15 ] | [ 16 ] | [ 17 ] | [ 18 ] | [ 19 ] | [ 1 ]  |

## Religion
Spitzeichen ist seit der Reformation evangelisch-lutherisch geprägt und nach St. Johannes (Trebgast) gepfarrt.